# Marcel de Baillehache
Alexandre Louis Marcel de Baillehache, né le 7 février 1846 à Rouen et mort le 16 décembre 1906 à Paris 7e au 137, rue de Grenelle, est un officier français, auteur de plusieurs livres sur la vie militaire.

## Biographie
Capitaine de cavalerie au 11e régiment de chasseurs à Saint-Germain-en-Laye.
Il fut inhumé à Montcavrel, département du Pas-de-Calais.
Le peintre Paul Émile Perboyre lui dédicaça un tableau : Le Matin de Waterloo, 1901.
Il a participé au périodique Le Petit Caporal.

## Publications
- L'École militaire et le Champ de Mars, Paris, A. Charles, 1896 (lire en ligne)
- Souvenirs d'un lancier de la garde sous le Second empire, Paris, G. Picquoin, 1888
- Souvenirs intimes d'un lancier de la Garde impériale, Paris, P. Ollendorf, 1894 (lire en ligne)
- Grands bonapartistes, douze biographies avec portraits, Paris,  C. Tallandier (1899)
- Trente ans de République, Paris, Émile, Paul, 1901
- Prétendants, Paris, éditions du Carnet, 1902